# A képregény készítése
A képregény készítése, egy összetett, a legtöbb esetben számos ember összehangolt munkáját igénylő feladat. A nagyobb képregény-kiadóknál egy szerkesztőség foglalkozik a kiadványok elkészítésével, melynek élén egy szerkesztő áll.

## Az elkészítés menete
A szerkesztő az, aki „összefogja, irányítja” valamennyi a képregény elkészültéhez szükséges tevékenységet. A szerkesztőnek ellenőriznie kell minden egyes munkafolyamatot, hogy a legtökéletesebb, legjobb minőségű, minden hibát nélkülöző kiadvány készülhessen el az olvasók számára. Munkáját helyettesek illetve asszisztensek segíthetik így még pontosabbá téve a szervezés és ellenőrzés menetét.
A képregények esetében az írók, rajzolók a legtöbb esetben ún. szabadúszók (angol elnevezéssel freelancer). Ez azt jelenti, hogy nem kizárólagos alkalmazottai, munkatársai egy újságnak, lapnak, hanem egyes képregény-kiadóktól időnként megbízást, szerződést kapnak, hogy valamely képregényük számára bizonyos számú oldalt készítsenek el. Miután a szerződésben foglaltak teljesedésbe mentek (elkészült a kért munka vagy lejárt az az időtartam, amire szerződtek a felek, s nem hosszabbítják meg azt) mindkét fél elköszön egymástól rövidebb-hosszabb időre vagy adott esetben örökre. A szerkesztők folyamatosan keresik az utódokat, az új írókat és rajzolókat, akik felválthatják a kiadványuktól távozó alkotókat. A szerkesztőségbe minden héten rajzok, képregények, képregény-forgatókönyvek tömkelege érkezik azok részéről, akik ebben a szakmában képzelik el a jövőjüket. Sajnos azonban nagyon kevés, minden 100 beküldött anyagból csak 1 vagy 2 darab olyan „munka” található, ami felkelti a szerkesztőségben dolgozók figyelmét, s amely rendelkezik a „jónak ítélt” képregény stílusjegyeivel. Ezek a nem megbízásra készített, beküldött képregények kiemelkedő jelentőséggel bírnak, hiszen e műveken keresztül új tehetségekre figyelhetnek fel a szerkesztőségben tevékenykedők. A „kiválasztottak” lehetnek a jövő nagy művészei, alkotói, s a szerkesztőségben nyilván nem rekedhetnek meg a jelenben, hanem már az elkövetkezendő időre is fel kell készülniük.
A képregény-alkotás első fázisa azzal kezdődik, hogy író kigondolja a történetet. Lehet humoros hangvételű, de akár drámai vagy izgalmas is az általa kiötlött cselekményfolyam. A szereplők viselkedése, jellemformája is fontos adaléka az elmesélt kalandnak. Ha a történettel és a karakterekkel kapcsolatos elképzelések eljutottak egy bizonyos „fokig”, az író papírra veti azokat, s elkészíti a forgatókönyvet. 
A forgatókönyv pontosan tartalmazza azt, hogy mi történik a képregény minden egyes képkockájában. Minden egyes jelenet szerepel benne, magyarázatokkal egyetemben, melyek tartalmazzák azt, hogy mit mondanak, illetve tesznek/cselekednek a szereplők, valamint azt is, hogy milyen hanghatásokra (Pl.: bimm-bamm-bumm) van éppen szükség az egyes képkockákban.
A forgatókönyv ezután a szerkesztőhöz kerül, aki miután elolvasta azt, észrevételeket fűz az irományhoz. Ha, véleménye szerint, változtatás(ok)ra van szükség, egyeztet az íróval, s megbeszélik a „problémás” részeket. Miután minden vita megoldódott, a szerkesztő jóváhagyásával megkezdődhet a rajzok elkészítése. A (nem csökkentett méretű) képregényekben látható képkockák méretéhez képest a rajzoló másfélszer nagyobb képkocka-méretben készíti el rajzait. Erre azért van szükség, mert így sokkal részletesebben el lehet készíteni 1-1 képkockát, valamint a rajz így élesebb és szembeszökőbb lesz.
Mivel korábban kifejezetten csak a gyermekek számítottak a képregények vásárlóközönségének, ezért a képregények rajzait a felnőttebbek nem sokra értékelték. Mára azonban jelentősen megváltozott ez a helyzet, ugyanis nemcsak a gyermekek, hanem a felnőttek is a képregények célközönségének számítanak. Science-fiction, szociális, tudományos, politikai témával foglalkozó képregények is megtalálhatóak a képregény-piacon, amelyek kifejezetten az idősebb korosztálynak szólnak. A 90-es évek óta egyre növekvő számban kapható graphic novelek (Rajzolt regény. Olyan önálló történet, mely különálló könyvben jelenik meg. Formátumuk hosszra és méretre eltér a füzetekétől. A legtöbb esetben hagyományos könyvméretűek, hosszuk elérheti a több száz oldalt.
Az első Magyarországon kiadott színes Marvel-képregény, A Monolit bosszúja, eredeti változata is ebbe a kategóriába tartozik)  elterjedésének lehetünk tanúi, amelyek egy hosszabb, különálló történetet foglalnak magukba. Miután az érdeklődés egyre fokozódott a képregények iránt, így a képregény rajzai is komoly és elismert művészeti formává váltak. Minden évben, világszerte, számos képregényekhez köthető kiállítást, fesztivált, börzét tartanak, amelyekre írókat és rajzolókat is meghívnak, a rendezvények legkiemelkedőbb elemeként.
E képregényes szabadúszó életforma olyan előnnyel is jár, hogy az alkotók könnyen és olcsón elkészíthetik saját kiadványaikat, s ha nyomtatásban nem is, de az internetre manapság feltölthetik munkáikat, ezzel rajongótábort szerezve saját képregényeik számára. Ez mintegy előszobája is lehet a papír alapon levő megjelenésnek, hiszen ha népszerűvé válik az internetes prezentáció, lehet az érdeklődők pénzt sem sajnálnának költeni a nyomtatásban megjelenő példányra. Az internet abban is segítséget nyújthat, hogy a kiadók felfedezzék ezen tehetségesnek ítélt művészeket, s adott esetben publikálják az alkotó munkáit.
Miután a rajz elkészült, s a szerkesztő ellenőrizte azt, a képregény a tusrajzolóhoz/kihúzóhoz kerül (a rajzoló és tusrajzoló sokszor azonos személy). A kihúzó feladata az, hogy az elkészült ceruzarajzot fekete tussal „átrajzolja”, ugyanis a ceruzarajzot nem tudja a nyomda reprodukálni. A kihúzás nagyban hozzájárul a képregény végső kinézetéhez, adott esetben a tusrajzoló kisebb korrekciókat is végrehajthat, amik a rajzot még tökéletesebbé teszik. Nyilván egy rosszul sikerült kihúzás adott esetben a rajzoló és író fáradságos munkáját „tönkreteheti”.
Ezt követően a képregény a betűk beírójához, a betűszerkesztőhöz kerül, akinek elsődleges feladata a párbeszédek (szavak) szövegbuborékokba való beillesztése. A különféle feliratok, „aláírások” elhelyezése is előbbi munkatárs teendője, amely a jelenet- illetve cselekmény-változások magyarázatául szolgálnak. A betűbeírás is egy művészeti formának tekinthető, amely különleges szakértelmet igényel, hiszen a szavaknak, dialógusoknak és feliratoknak a megfelelő helyen és méretben kell szerepelniük a megfelelő formában. A betűszerkesztő a műszaki szerkesztővel áll szoros kapcsolatban, ugyanis ez utóbbi felel a lapok külalakjáért. A műszaki szerkesztőnek a betűtípusok, illusztrációk, díszítő elemek terén van döntési jogosultsága.
Miután a betűvető is elkészült a munkával, a kész képregény a szerkesztőhöz kerül, aki ellenőrzi, hogy minden tökéletes minőségben készült-e el és nincsenek-e hibák a képújságban.
Amennyiben minden megfelelt, a színezőhöz kerül a képregény (ha színes képregényről van szó). Míg korábban ez feladatsor ecsettel és festékkel zajlott, manapság már a számítógépek segítségével színezik a képújságok döntő többségét. Sok esetben a rajzolók az árnyékolás egy részét is a színezőkre hagyják, ugyanis a komputerekkel a legkülönfélébb hatásokat lehet létrehozni.
Ha a szerkesztő mindennel elégedett, a gyártási osztályra kerül a képregény. Régebben, illetve egyes helyeken még biztos manapság is, kézzel készítenek egy lenyomatot, amely segít a nyomdászoknak eligazodni abban, hogy milyen sorrendben kell majd kinyomtatni a képregény oldalait. Az elkészült rajzot tehát egy rácsozott lapra ragasztják képregény-csíkok formájában, amely megmutatja azt, hogy hogyan kell kinézzen majd a képújság nyomtatott formában. Miután elkészültek a lenyomatok, azok a gyártási szerkesztőhöz kerülnek, aki ellenőrzi azokat. A gyártási szerkesztő a szerkesztőség és a nyomda közötti kapcsolattartásért is felelős, továbbá ő felügyeli azt is, hogy minden köztes munkafolyamat a maga pontos idejében végződjön. A lenyomatnak úgy kell kinéznie, mint az eredeti rajznak, nem lehet benne hiba. A szövegnek könnyen olvashatónak kell lennie, a képkockák nem lehetnek maszatosak, homályosak. Miután a lenyomatokat jóváhagyták, azok a nyomdához kerülnek egy másolattal egyetemben, amely a szedést mutatja. E másolat tehát a nyomdászoknak szolgál támpontul, hogy hogyan kell kinéznie a képregénynek. A nyomdászok betördelik a lenyomatokat a gyártási szerkesztő számára, aki ellenőrzi, hogy az oldalak megfelelő sorrendben jelennek-e meg és a kinyomtatott képek megfelelő minőségűek-e. Ha minden ideálisan alakul, a betördelt oldalakat a nyomdászoknak visszaküldik és azok elkezdhetik sokszorosítani az oldalakat, majd azután azok kötésére is sor kerülhet.
Nyilván a digitális forradalom hatására manapság egyes munkafolyamatok már számítógépen is elvégezhetőek, de alapjában véve hasonló lépéseket kell végrehajtani.
A fentebb vázolt tevékenységek mellett a különféle titkároknak, munkatársaknak gazdasági és jogi ügyekkel is foglalkozniuk kell. Például szerződések megkötése, előfizetések nyilvántartása, fizetések kiutalása, különböző lapokkal, nyomdákkal való kapcsolattartás, újságok elszállítása a terjesztőkhöz stb. Ezen tevékenységekbe nem kívánunk részletesen betekinteni, helyette a sokkal érdekesebb reklám- és marketing-feladatokra térünk át.

## A reklámosztály
A sajtótermékek papír alapú előállítása elég költséges folyamat (főleg, ha színes kiadványról van szó). Ezt a ráfordítást részben csökkenteni lehet, ha az újságok kiadói rávesznek egyes vállalkozásokat, üzleteket, kereskedőket arra, hogy hirdessék, reklámozzák termékeiket a kiadványaikban. Nyilván, adott esetben egy reklámok nélküli újság is sikeres lehet, de a promóciók elhelyezésével további bevételekre szert lehet tenni, amelyek tovább racionalizálhatják a kiadói oldalon keletkező költségeket. A hirdetések „megszerzése” a reklámosztály feladata. 
Először is fontos a célközönség definiálása, ugyanis nem mindegy, hogy női vagy férfi (Superman vs. Supergirl), gyermek vagy tinédzser illetve felnőtt (Donald kacsa vs. horror képregények) újság-vásárlókról van-e szó. A cégek olyan újságokban szeretnek hirdetni, amelyek olvasóiról tudják, hogy az ő termékeik/szolgáltatásaik potenciális vásárlói lehetnek a közeljövőben. A különböző képregények első számaiba a legnehezebb új hirdetőket találni. 
Először is a reklámosztály átgondolja, hogy az újság potenciális vevői, az a korosztály, amely a legjobban érdeklődik a sajtókiadvány iránt milyen termékeket, milyen szolgáltatásokat vesz igénybe. Itt leggyakrabban ruházati termékekről, élelmiszerekről, szórakoztató elektronikai berendezésekről, szoftverekről, játékokról, dvd-kről, könyvekről, rendezvényekről (pl. koncert), mozifilm-bemutatókról van szó. Nyilván olyan hirdetések is szóba jöhetnek, amelyek nem kifejezetten a képregények vásárlóközönségét veszik célba, de egyfajta jövőbeli szolgáltatást kínálnak már a jelenben. Például egy bankról, egy ingatlan-közvetítő cégről elhelyezett reklám kifizetődő lehet a jövőben. Manapság gyakran láthatunk a zöld, környezetbarát energiával reklámozott autókat, amelyek szintén vonzóak lehetnek.
De akár a jövőbeli katonák toborzására is alkalmasak lehetnek a képregények…ki ne szeretne tengerészgyalogos lenni, vagy egy tengeralattjáron szolgálni (legalábbis az Egyesült Államokban ilyen hirdetések is megjelennek)?
Manapság reklámügynökségek tömkelege létezik, amelyek tanácsokat adnak a különböző cégeknek, hogy hol hirdessék az árujukat, amellyel a legnagyobb nyilvánosságot szerezhetik meg azok számára. A képregény-kiadó reklámosztályának ezeket az ügynökségeket kell meggyőznie, hogy az adott kiadványuk a legmegfelelőbb arra, hogy ezt a magasztos célt betöltse. A raklám-osztálynak időnként tájékoztatnia kell a szerkesztőt arról, hogy mennyi helyet foglaltak le reklámok céljára. Minél több a hirdetés, annál terjedelmesebb (pl.: több extra oldal), nagyobb méretű, jobb állapotú (pl.: jobb papírminőségű) lehet az adott lap. Ezek a bevételek tehát egy magasabb színvonalú képregény előállítását teszik lehetővé.

## A marketing-osztály
A marketing célja az, hogy kitalálja „milyen” emberek, miért vásárolnak meg bizonyos termékeket. Ugyancsak a marketing feladata azon kérdéskör feltárása, hogy milyen módon lehet ezen produktumokat még vonzóbbá tenni, amellyel növelni lehet az eladások számát.
Egy képregény marketing-osztálya 3 fő témakörrel foglalkozik:
A) Promóciók, reklámok (ingyenes ajándékok, mint például poszterek, kártyák, matricák elhelyezése)
B) A rendszeres olvasók, a „törzsközönség” pontos jellemzése
C) Annak ellenőrzése, hogy minden képregény-árusító helyen megfelelő példányszám található-e a képregényekből
A különféle reklámok, promóciók alapvető célja az új olvasók megnyerése. Az ajándékok elhelyezésével mintegy vásárlásra buzdítják a még nem rendszeres érdeklődőket, hátha azon keresztül megkedvelik magát a képregény tartalmát is, így visszatérő olvasókká/vásárlókká válnak a közeljövőben. A marketing-osztálynak nyilván az a feladata, hogy minél érdekesebb, minél népszerűbb „propaganda-kampányokat” ötöljön ki.
Az olvasókkal való kapcsolattartás egyik formája a képregényekben elhelyezett felmérés, amelyek az olvasó igényeit, érdeklődési körét vizsgálja.
Ezek a kutatások általában azt tudakolják, hogy mit szeretnek illetve nem szeretnek az olvasók egy adott képregényben, milyen újdonságokat kívánnak látni benne, mi az olvasók kedvenc szabadidős tevékenysége stb.
A kérdésekre adott válaszok kiértékelésével egy képet lehet kialakítani a rendszeres olvasókról, amely valamennyi a képújság elkészítésével foglalkozó osztály számára fontos információkat tartalmaz.
Manapság már lecsökkentek az ilyen jellegű kutatások, hiszen az internet elterjedésével az egyes kiadók honlapjain sokkal gyorsabb, olcsóbb és pontosabb felmérések is elvégezhetőek.
A marketing-osztály feladatai közé tartozik annak ellenőrzése is, hogy a képregények a boltokba, újságárusokhoz kerültek-e. Ezen részlegnek kell eldöntenie azt is, hogy milyen példányszámban kerüljön kinyomtatásra egy adott újság, és úgy munkálkodnia, hogy legalább a 85-90%-át értékesítsék ezen kiadványoknak, hogy minél kevesebb pénzt veszítsenek az eladatlan példányokon.

## Megjegyzés
Az alábbi cikk a 2012. március 31-én megrendezett Szegedi képregény- és játékbörze kiállítására készült, s a szerző engedélyével jelenik meg a Wikipédián.

## A szöveg törzsanyaga az alábbi forrásokon alapul
Tim Merrison: Comics and magazines (Media story); Wayland (Publishers) Ltd, 1990 (ISBN 1-85210-990-4)